# Centrarthra hexistigma
Centrarthra hexistigma là một loài bướm đêm trong họ Noctuidae.